# Afipski
Afipski (russisch Афипский) ist eine Siedlung städtischen Typs mit 18.969 Einwohnern (Stand 14. Oktober 2010) in Südrussland in der Region Krasnodar (Rajon Sewerskaja (russisch Северский район)) am Fluss Afips. Sie liegt etwa 15 km von Krasnodar, und rund 120 km vom Schwarzen Meer entfernt.

## Geschichte
Die Siedlung wurde im Jahr 1865 als Staniza Georgije-Afipskaja (Георгие-Афипская) gegründet und diente ursprünglich als Militärstützpunkt. Mit der Verlegung einer Eisenbahnlinie nahe an Afipski Ende des 19. Jahrhunderts erlangte der Ort auch eine Bedeutung für den Handel. Wichtigster Betrieb im Ort ist gegenwärtig eine Erdölraffinerie.

### Bevölkerungsentwicklung
| Jahr | Einwohner |
| ---- | --------- |
| 1959 | 9.923     |
| 1970 | 13.623    |
| 1979 | 14.975    |
| 1989 | 15.995    |
| 2002 | 17.977    |
| 2010 | 18.969    |

Anmerkung: Volkszählungsdaten

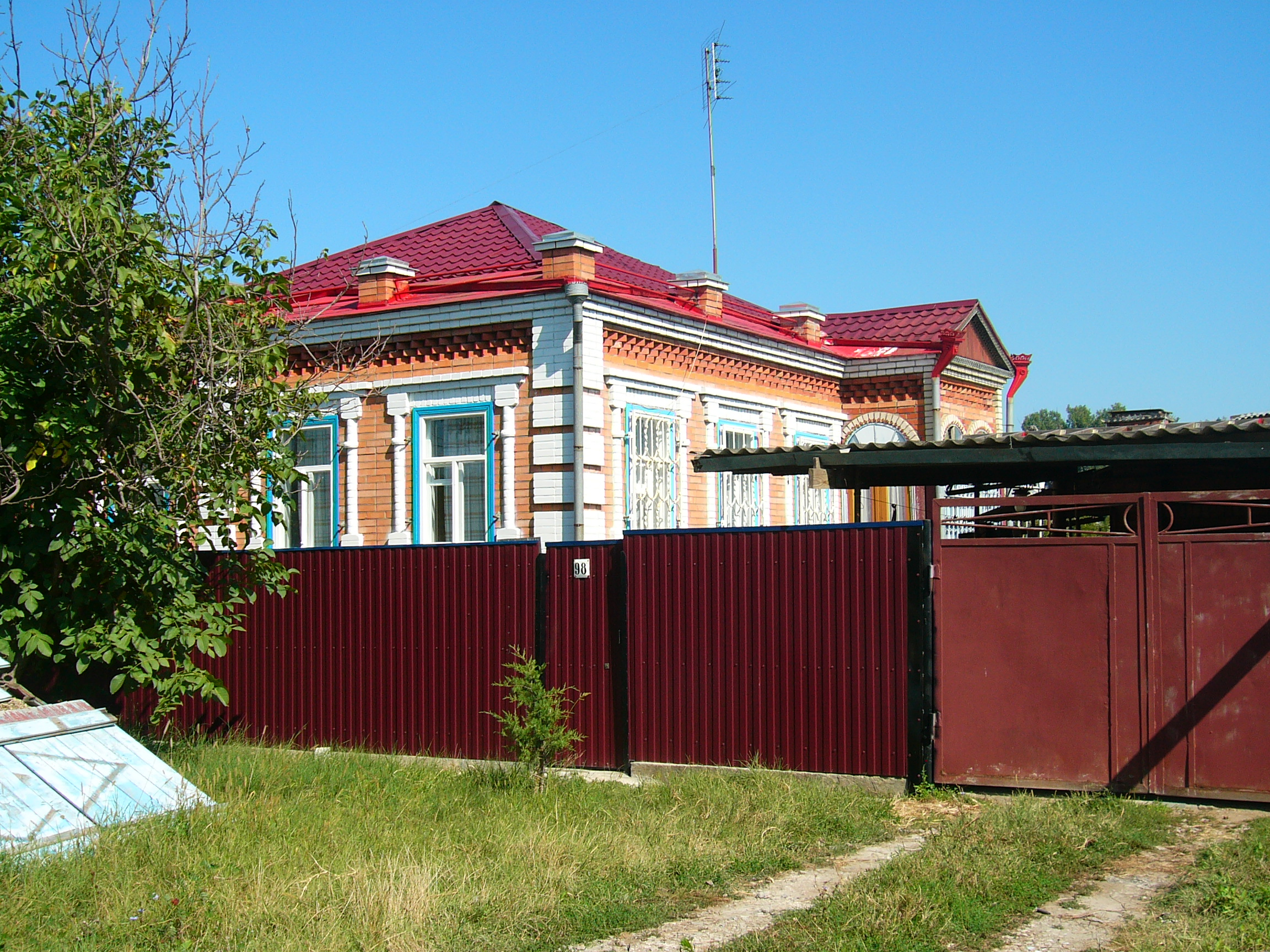
Ein Wohnhaus in Afipski